# Dasnice
Dasnice là một làng thuộc huyện Sokolov, vùng Karlovarský, Cộng hòa Séc.